# NGC 5910
NGC 5910 ist die hellste Galaxie eines Triplets, zu welchem zusätzlich noch die Doppelgalaxie PGC 54688 (Hubble-Typ „E+E“) gehört. NGC 5910 ist eine 13,6 mag helle elliptische Galaxie vom Hubble-Typ E1, alle drei Galaxien liegen im Sternbild Schlange. 
Sie wurde am 13. April 1785 von Wilhelm Herschel mit einem 18,7-Zoll-Spiegelteleskop entdeckt, der sie dabei mit „F, pL, easily resolvable“ beschrieb.